# Tage Mahal
Tage Mahal, ook wel  'Tage Mahal, is de naam van het eerste album van Jon Oliva's Pain en kwam uit in het najaar van 2004.
Het toenmalige project, dat later als band een vervolg kreeg heette eerst Jon Oliva Project en later Tage Mahal, maar deze laatste naam werd al snel veranderd in Jon Oliva's Pain omdat er al een bluesartiest bestond met de naam Taj Mahal.

## Tracklist
- The Dark
- People Say - Gimme Some Hell
- Guardian of Forever
- Slipping Away
- Walk Alone
- The Nonsensible Ravings of the Lunatic Mind
- No Escape
- Father, Son, Holy Ghost
- All the Time
- Nowhere to Run
- Pain
- Outside the Door
- Fly Away

## Bandleden
- Jon Oliva (keyboard, piano en zang)
- John Zahner (keyboards)
- Shane French (elektrische gitaar)
- Matt LaPorte (elektrische gitaar)
- Kevin Rothney (basgitaar)
- Christopher Kinder (drums)

- Jerry Outlaw (gitarist tijdens de tour)